# Josef Plocek
Josef Plocek (8. března 1925 Praha – 27. prosince 2019 Praha) byl český katolický laický aktivista, bývalý politický vězeň komunistického režimu.
Za spolupráci na odeslání dopisu o tehdejším stavu českého náboženského a církevního života do Vatikánu byl dne 16. srpna 1951 Státním soudem v Praze ve vykonstruovaném procesu odsouzen jako „vatikánský špión“ ke 13 letům odnětí svobody. V lágrech na Slavkovsku, Jáchymovsku a Příbramsku včetně práce v uranových dolech strávil 9 let. V roce 1960 byl na základě amnestie propuštěn. Pracoval v manuálních profesích, později získal místo právníka na pražském arcibiskupství.
Roku 1988 vydal v samizdatu publikaci Poměr mezi církví a státem. Informativní studie na podkladě citované literatury.
Josef Plocek byl aktivním členem Konfederace politických vězňů a Společnosti pro církevní právo. Roku 2012 byl vyznamenán Řádem Tomáše Garrigua Masaryka IV. třídy.